# Mark Ujakpor
Sidney Mark Ujakpor Sánchez (* 18. Januar 1987 in Madrid) ist ein ehemaliger spanischer Sprinter und Hürdenläufer, der sich auf die 400-Meter-Distanz spezialisiert hat.

## Sportliche Laufbahn
Erste internationale Erfahrungen sammelte Mark Ujakpor im Jahr 2005, als er bei den Junioreneuropameisterschaften in Kaunas mit der spanischen 4-mal-400-Meter-Staffel mit 3:16,00 min im Vorlauf ausschied. 2007 kam er bei den U23-Europameisterschaften in Debrecen in der ersten Runde im 400-Meter-Lauf nicht ins Ziel und belegte mit der Staffel in 3:08,63 min den siebten Platz. Im Jahr darauf kam er bei den Hallenweltmeisterschaften in Valencia mit 47,94 s nicht über die Vorrunde im Einzelbewerb hinaus und verpasste mit der Staffel mit 3:09,93 min den Finaleinzug. 2009 schied er bei den Halleneuropameisterschaften in Turin mit 47,59 s in der ersten Runde über 400 Meter aus und im Juli belegte er bei den Mittelmeerspielen in Pescara in 46,46 s den siebten Platz. Zudem siegte er dort mit der Staffel in 3:06,19 min. Kurz darauf schied er bei den U23-Europameisterschaften in Kaunas mit 47,09 s im Semifinale über 400 Meter aus und gelangte im Staffelbewerb mit 3:05,63 min auf Rang fünf. Im Jahr darauf kam er bei den Ibero-Amerikanischen Meisterschaften in San Fernando mit 47,37 s nicht über den Vorlauf über 400 Meter hinaus und belegte mit der Staffel in 3:08,46 min den fünften Platz. Anschließend schied er bei den Europameisterschaften in Barcelona mit 46,85 s in der ersten Runde über 400 Meter aus und verpasste mit der Staffel mit 3:07,38 min den Finaleinzug.
2011 schied er bei den Halleneuropameisterschaften in Paris mit 47,82 s im Halbfinale über 400 Meter aus, wie auch bei den Hallenweltmeisterschaften im Jahr darauf in Istanbul mit 46,98 s. Zudem belegte er dort in der 4-mal-400-Meter-Staffel in 3:10,01 min den fünften Platz. Im Juni schied er bei den Europameisterschaften in Helsinki mit 47,27 s im Semifinale im Einzelbewerb aus und verpasste im Staffelbewerb mit 3:09,11 min den Finaleinzug. 2013 kam er bei den Halleneuropameisterschaften in Göteborg mit 47,89 s nicht über den Vorlauf über 400 Meter hinaus und im Juni belegte er bei den Mittelmeerspielen in Mersin in 46,53 s den fünften Platz. Anschließend schied er mit der Staffel bei den Weltmeisterschaften in Moskau mit 3:04,07 min in der Vorrunde aus. Im Jahr darauf schied er bei den Hallenweltmeisterschaften in Sopot mit 47,16 s im Vorlauf über 400 Meter aus und verpasste im Staffelbewerb mit 3:10,17 min den Finaleinzug. Auch bei den Europameisterschaften im August in Zürich kam er mit der Staffel mit 3:04,68 min nicht über die Vorrunde hinaus. Bei den IAAF World Relays 2015 in Nassau schied er mit der 4-mal-400-Meter-Staffel mit 3:08,49 min in der ersten Runde aus und im Jahr darauf gewann er bei den Ibero-Amerikanischen Meisterschaften in Rio de Janeiro in 49,65 s die Bronzemedaille im 400-Meter-Hürdenlauf hinter dem Uruguayer Andrés Silva und Mikael de Jesus aus Brasilien. Zudem verhalf er der 4-mal-100-Meter-Staffel zum Finaleinzug. Anschließend kam er bei den Europameisterschaften in Amsterdam im Vorlauf über 400 m Hürden nicht ins Ziel. 2018 klassierte er sich bei den Mittelmeerspielen in Tarragona mit 51,23 s auf dem achten Platz über 400 m Hürden und gewann mit der 4-mal-400-Meter-Staffel in 3:04,71 min die Silbermedaille hinter dem italienischen Team. Anschließend verhalf er der Staffel bei den Europameisterschaften in Berlin zum Finaleinzug und trug somit zum Gewinn der Bronzemedaille bei. 2023 beendete er dann seine aktive sportliche Karriere im Alter von 36 Jahren.
In den Jahren 2007 und 2009 wurde Ujakpor spanischer Meister im 400-Meter-Lauf im Freien sowie 2012 und 2014 in der Halle. Zudem wurde er 2010 und 2011, 2013 und 2014 sowie 2018 Landesmeister in der 4-mal-400-Meter-Staffel.

## Persönliche Bestleistungen
- 400 Meter: 46,15 s, 12. Juni 2014 in Huelva
  - 400 Meter (Halle): 46,49 s, 10. Februar 2012 in Sabadell
- 400 m Hürden: 49,58 s, 8. Juni 2018 in Huelva